# Bushmaster M17/M17S
Pour les articles homonymes, voir Bushmaster.

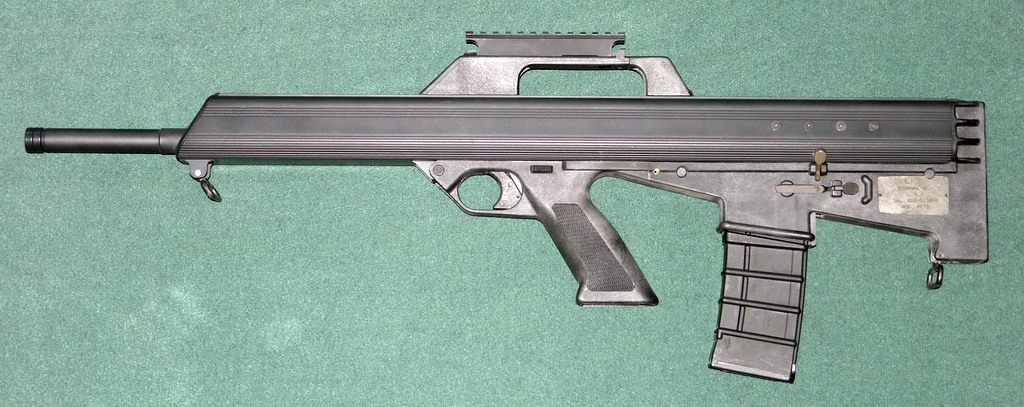
Bushmaster M17S

Le Bushmaster M17 est un fusil d'assaut conçu aux États-Unis par Bushmaster Firearms International et fabriqué de 1992 à 2005, pendant treize ans. Il s’agit d’une variante bullpup du M16A1.
Le M17S en est une version sans sélecteur de tir. 
La diffusion de l'arme est restreinte, restant une « curiosité produite à un faible volume ». 

## Conception
Le M17 réutilise une partie des pièces de l'AR-15, plus communes et donc plus faciles à remplacer.

## Fiche technique
- Munition : 5,56 × 45 mm OTAN[2]
- Cadence de tir : 700 – 800 coups/min
- Portée efficace : 600 m
- Capacité du chargeur : 30 cartouches[2]
- Longueur : 760 mm
- Masse à vide : 3,72 kg